# 雾溪畲族乡
雾溪畲族乡是中华人民共和国浙江省丽水市云和县下辖的一个民族乡。

## 行政区划
雾溪畲族乡下辖以下村级行政区划单位：
雾溪村、坪垟岗村、水竹垟村、西坑村、砻头村和岙头村。